# Toren Sint-Jan de Doperkerk
De toren van de Sint-Jan de Doperkerk is een losstaande kerktoren in Sambeek in de gemeente Land van Cuijk in de Nederlandse provincie Noord-Brabant. De kerktoren staat aan de Torenstraat, ten noordwesten van de nieuwe Sint-Jan de Doperkerk.
De oude Sint-Jan de Doperkerk was gewijd aan Johannes de Doper.

## Geschiedenis
In 1486 bouwde men in Sambeek de Sint-Jan de Doperkerk. De kerk werd in 1532 in gebruik genomen.
In 1648 kwam het middeleeuwse kerkgebouw toe aan de hervormden en moesten de katholieken in een schuilkerk kerken.
In 1702 werd de kerk door bliksem getroffen en brandde af. De toren bleef echter behouden.
In 1738 werd de kerk weer opgebouwd.
In 1800 werd de kerk weer door de katholieken in gebruik genomen en raakte de schuilkerk buiten gebruik.
In 1944 werd gedurende de Tweede Wereldoorlog de kerk verwoest in pogingen van de Duitsers de kerktoren op te blazen. De toren was dermate stevig gebouwd, dat ze slechts gedeeltelijk beschadigd raakte. De kerk was dusdanig beschadigd dat ze afgebroken moest worden. In 1946 werd er een noodkerk in gebruik genomen.
In 1953 kwam de nieuwe Sint-Jan de Doperkerk gereed. Deze kerk werd niet op de plaats van de oude kerk gebouwd maar ernaast, los van de oude kerktoren en ten zuidoosten ervan.

## Opbouw
De bakstenen kerktoren bestaat uit drie geledingen en wordt gedekt door een tentdak.
De toren maakte deel uit van een tweebeukige kerk.